# شطة

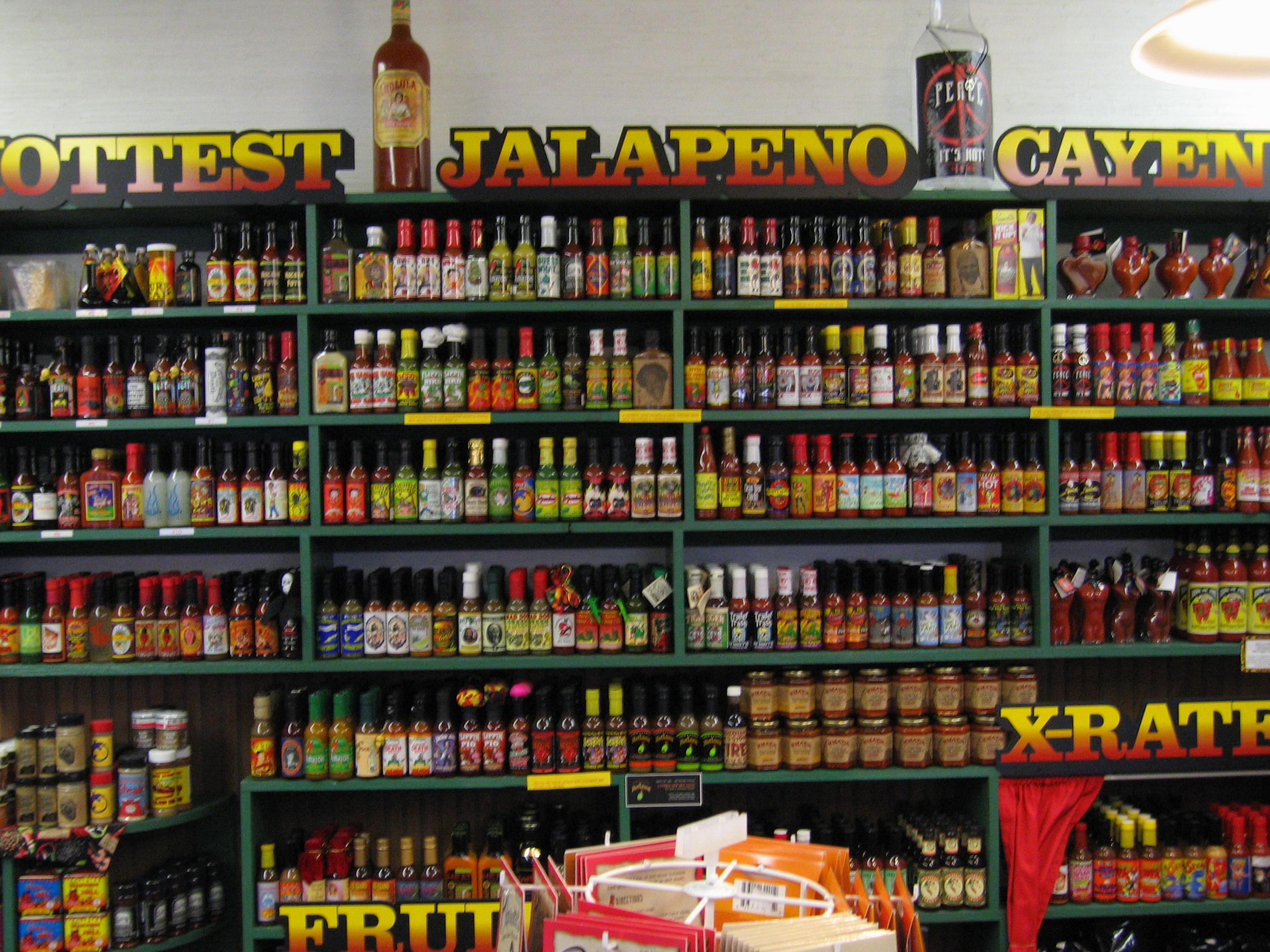
يوجد هناك مئات الأنواع من الشطة

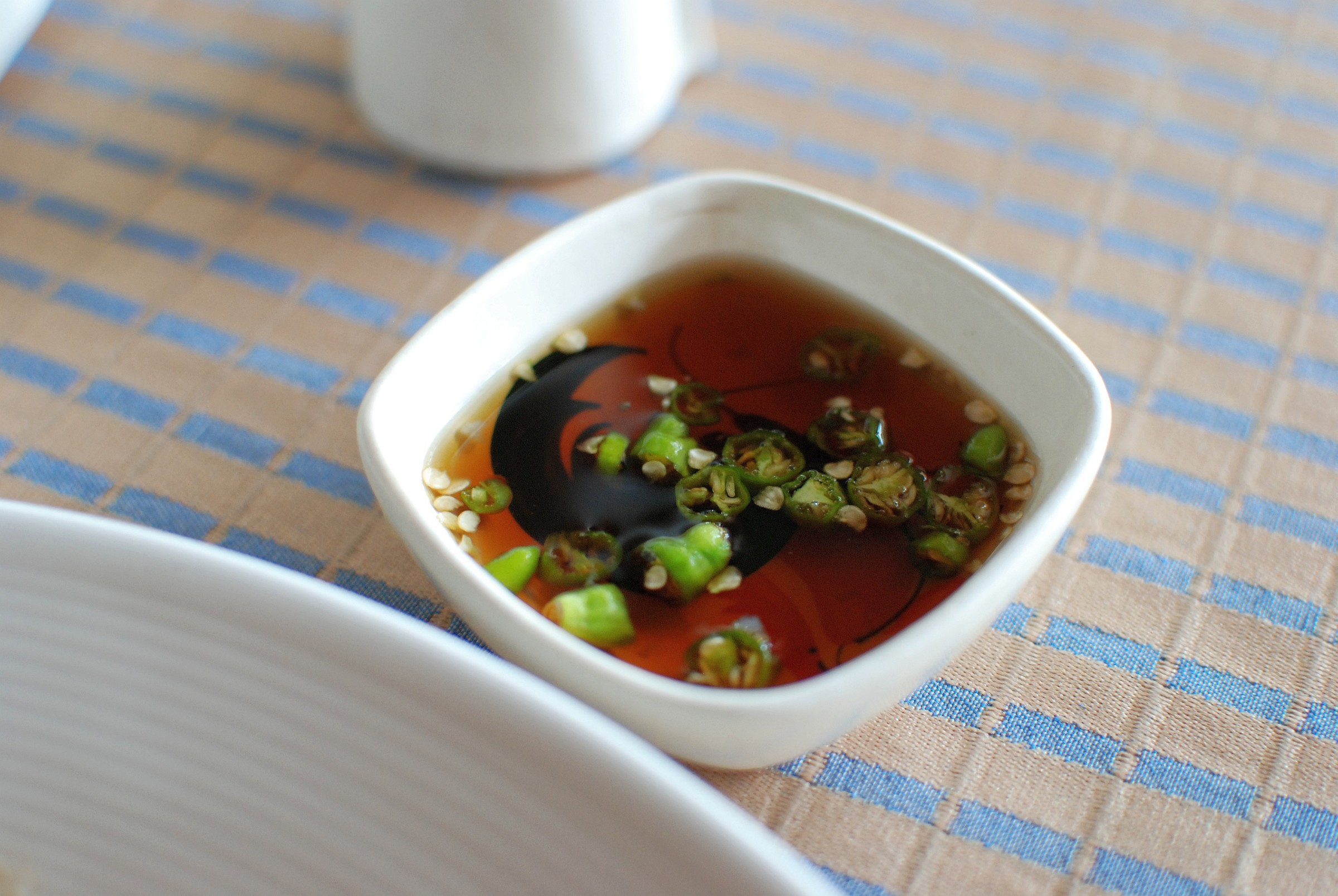
أحد أنواع الشطة في تايلند

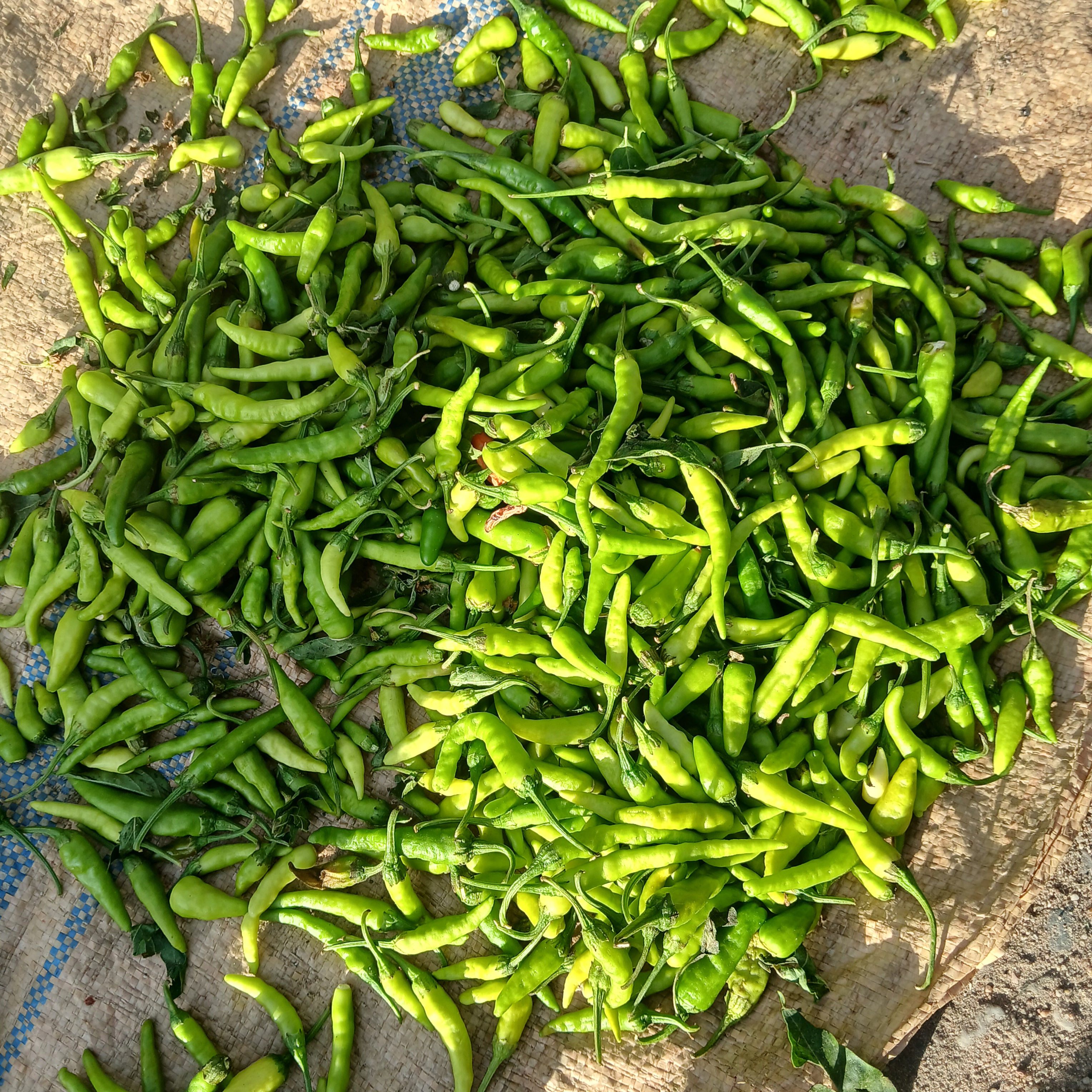

الشَّطَّة (بالإنجليزية: Hot sauce) هي خلطة توابل حريفة ذات شعبية كبيرة في العالم وأيضاً في الوطن العربي.
تحضر الشطة من الفليفلة الحريفة، الثوم، الخل والملح. تسلق الفليفلة لمدة عشر دقائق قبل إضافة المكونات الأخرى. وتستعمل الشطة مع مأكولات مثل الفلافل والشاورما والسمك.

## التغذية
الشطة تحتوي على بعض المركبات الغذائية الهامة، فمن أهم هذه المركبات هي مادة الكابسيسين وهي التي تسبب الطعم الحار، وأيضاً فيتامين أ وفيتامين ج وفيتامين ب6.